# Comté de Fremont (Idaho)
Pour les articles homonymes, voir Comté de Fremont.
Le comté de Fremont est un comté des États-Unis situé dans l’État de l'Idaho. Au recensement de 2010, la population était de 13 242 habitants. Son siège est Saint Anthony. Le comté a été créé en 1893 et nommé en l'honneur de John Charles Frémont, un explorateur américain.

## Géolocalisation
|                    | Comté de Beaverhead, (Montana) Comté de Madison, (Montana) Comté de Gallatin, (Montana) |                           |
| Comté de Clark     | Comté de Fremont                                                                        | Comté de Teton, (Wyoming) |
| Comté de Jefferson | Comté de Teton Comté de Madison                                                         |                           |

## Principales villes
- Ashton
- Drummond
- Island Park
- Newdale
- Parker
- St. Anthony
- Teton
- Warm River

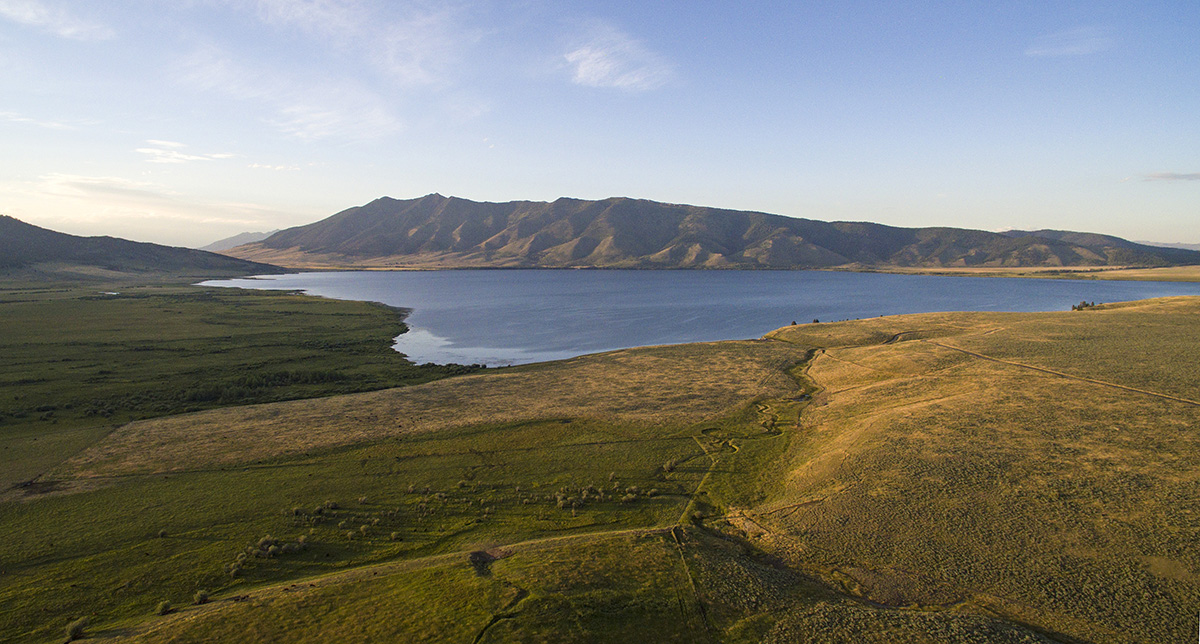
Le lac Henrys.
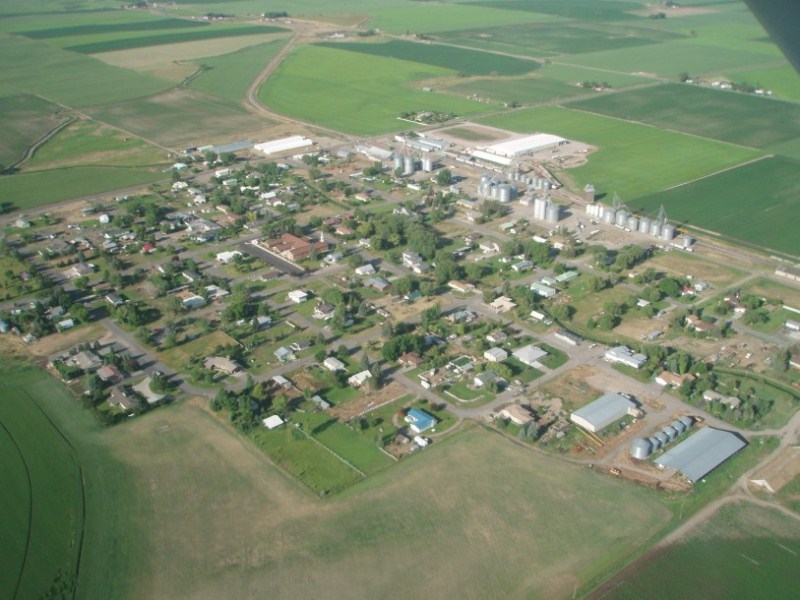
Vue aérienne de Newdale.
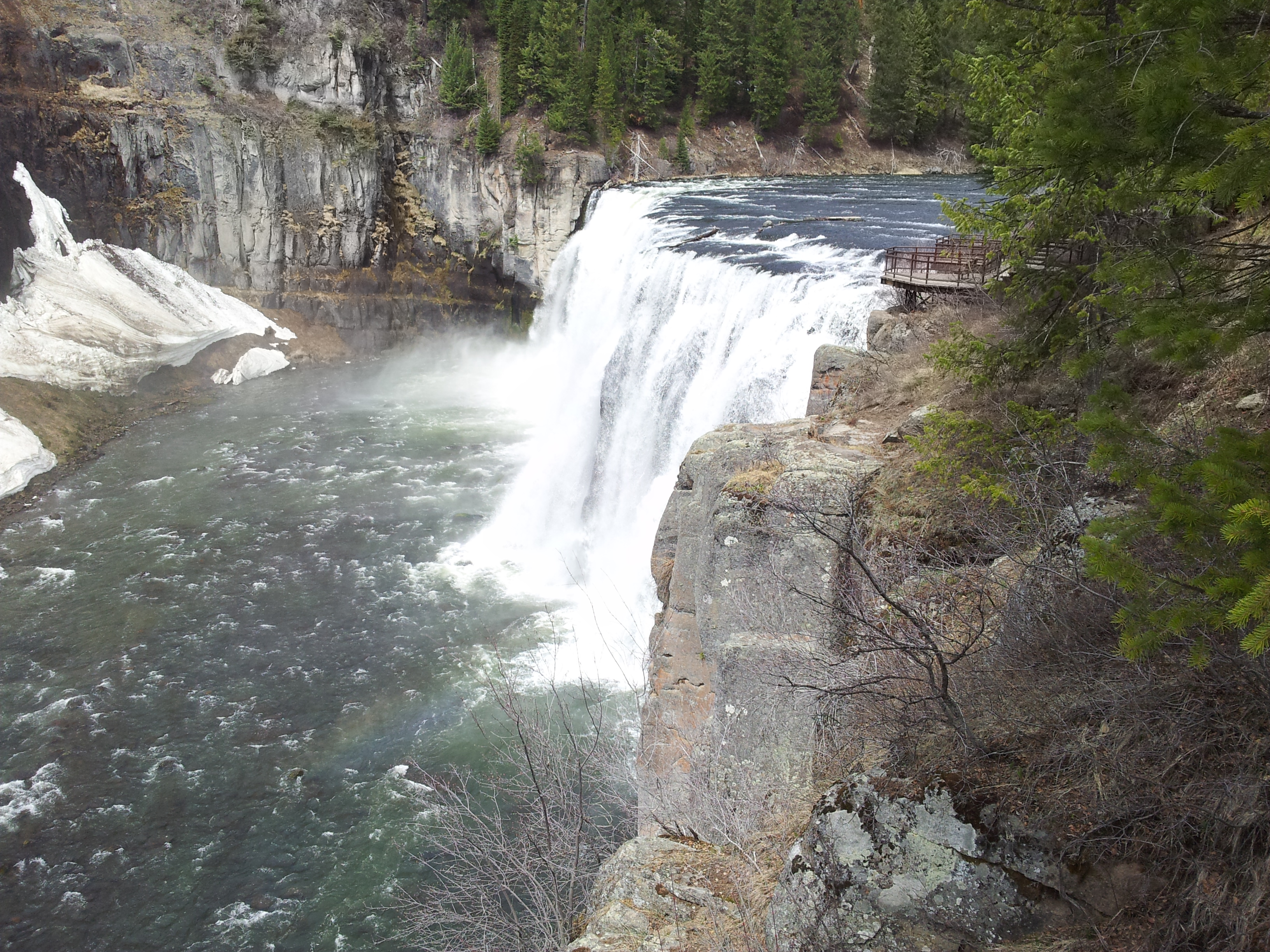
Les chutes Upper Mesa.
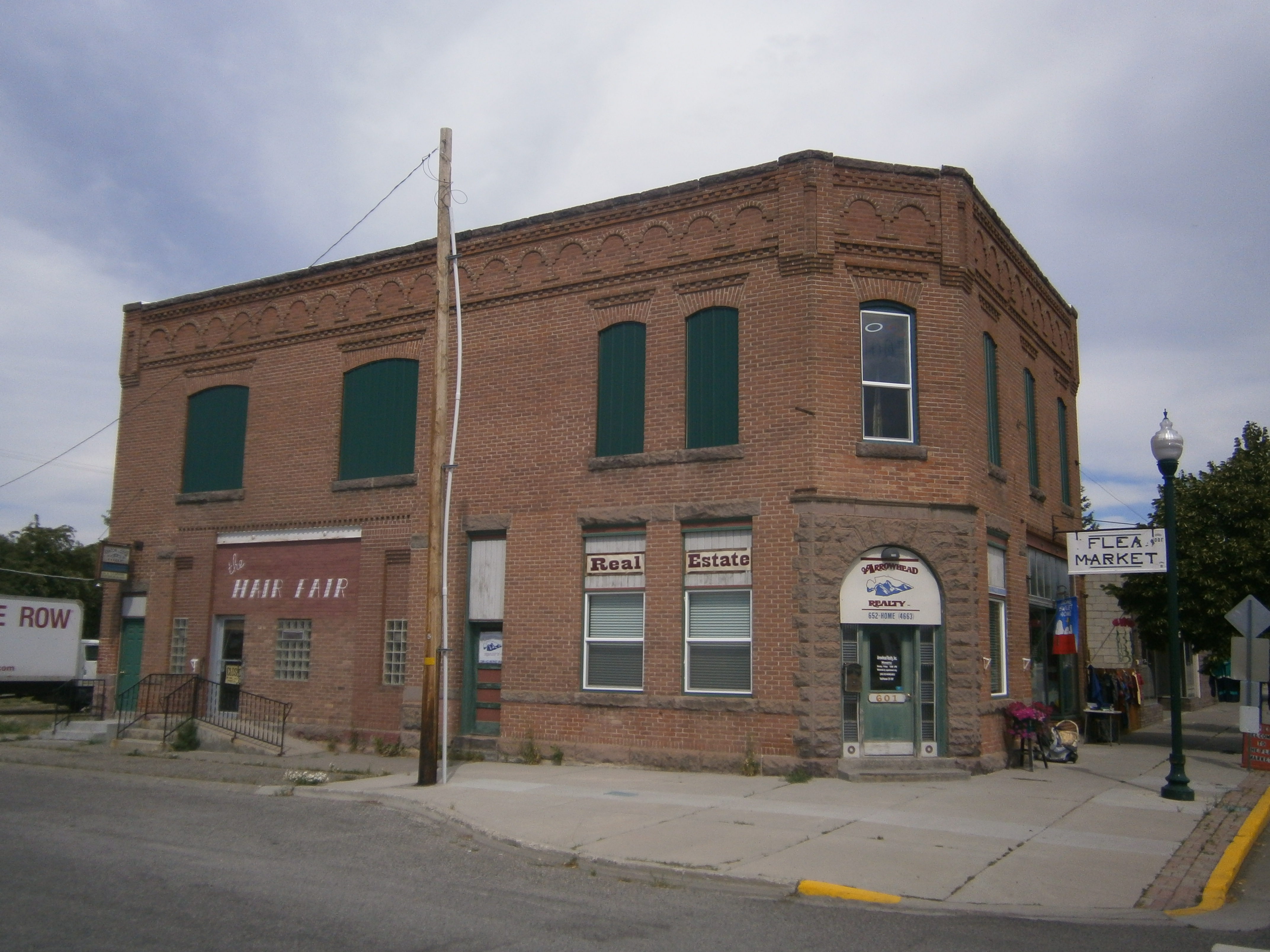
L'Independent Order of Odd Fellows Hall, à Ashton.

## Démographie
| 1900   | 1910   | 1920   | 1930  | 1940   | 1950  |
| ------ | ------ | ------ | ----- | ------ | ----- |
| 12 821 | 24 606 | 10 380 | 9 924 | 10 304 | 9 351 |

| 1960  | 1970  | 1980   | 1990   | 2000   | 2010   |
| ----- | ----- | ------ | ------ | ------ | ------ |
| 8 679 | 8 710 | 10 813 | 10 937 | 11 819 | 13 242 |

| 2020   | - | - | - | - | - |
| ------ | - | - | - | - | - |
| 13 388 | - | - | - | - | - |